# Littleborough
 abitanti della contea della Greater Manchester, in Inghilterra, già comune fino al 1974.